# Миньо, Рубен
Рубен Миньо Перальта (исп. Ruben Miño Peralta; 18 января 1989, Корнелья-де-Льобрегат, Испания) — испанский футболист, вратарь клуба «Корнелья».

## Биография
Рубен Миньо Перальта начинал свою игровую карьеру в родном городе Корнелья-де-Льобрегат, но уже в 11 лет был приглашён в академию «Барселоны». Был вынужден вернуться на 2 года в свой клуб, но затем стал полноправным игроком «Барселона Б».
К концу сезона 2007/08 стал основным голкипером молодёжной команды «Хувенил А». В сезоне 2008/09 был переведён в «Барселону Б», где сыграл за сезон 29 игр. В следующем сезоне ему постоянно приходилось уступать место Ойеру Оласабалю. В сезоне 2010/11 провёл за «Барселону Б» 13 матчей.
В сезоне 2008/09 впервые был вызван Пепем Гвардиолой на матч Лиги чемпионов против «Вислы», но в заявку не попал. В сезоне 2009/10 был вызван на Клубный Чемпионат Мира, который выиграла «Барса». Летом 2010 провёл несколько матчей при подготовке к сезону. 15 августа 2010 состоялся дебют в матче Кубка Испании против «Севильи», который был проигран 1:3. В сезоне 2010/11 входил в заявку на матчи «Мальорка» — «Барселона» 0:3, и «Валенсия» — «Барселона» 0:1.

## Карьера в сборной
Выступал за молодёжную сборную Испании. На победном для Испании молодёжном чемпионате Европы по футболу 2011 числился в заявке, но на поле ни разу не вышел.

## Статистика выступлений
| Выступление       | Выступление      | Выступление      | Лига | Лига | Кубок страны | Кубок страны | Еврокубки | Еврокубки | Другие | Другие | Итого | Итого |
| Клуб              | Лига             | Сезон            | Игры | Голы | Игры         | Голы         | Игры      | Голы      | Игры   | Голы   | Игры  | Голы  |
| ----------------- | ---------------- | ---------------- | ---- | ---- | ------------ | ------------ | --------- | --------- | ------ | ------ | ----- | ----- |
| Барселона Атлетик | Сегунда Б        | 2008/09          | 29   | -29  | —            | —            | —         | —         | —      | —      | 29    | -29   |
| Барселона Атлетик | Сегунда Б        | 2009/10          | 20   | -?   | —            | —            | —         | —         | —      | —      | 20    | ?     |
| Барселона Атлетик | Сегунда          | 2010/11          | 10   | -14  | —            | —            | —         | —         | —      | —      | 10    | -14   |
| Барселона Атлетик | Сегунда          | 2011/12          | 15   | -21  | —            | —            | —         | —         | —      | —      | 15    | -21   |
| Барселона Атлетик | Итого            | Итого            | 74   | -?   | 0            | -0           | 0         | -0        | 0      | -0     | 74    | ?     |
| Барселона         | Ла Лига          | 2010/11          | 0    | -0   | 0            | -0           | —         | —         | 1      | -3     | 1     | -3    |
| Барселона         | Итого            | Итого            | 0    | -0   | 0            | -0           | 0         | -0        | 1      | -3     | 1     | -3    |
| Мальорка          | Ла Лига          | 2012/13          | 1    | -2   | 0            | -0           | —         | —         | —      | —      | 1     | -2    |
| Мальорка          | Сегунда          | 2013/14          | 35   | -45  | 1            | -4           | —         | —         | —      | —      | 36    | -49   |
| Мальорка          | Сегунда          | 2014/15          | 6    | -14  | 0            | -0           | —         | —         | —      | —      | 6     | -14   |
| Мальорка          | Итого            | Итого            | 42   | -61  | 1            | -4           | 0         | -0        | 0      | -0     | 43    | -65   |
| Реал Овьедо       | Сегунда          | 2015/16          | 0    | -0   | 2            | -4           | —         | —         | —      | —      | 2     | -4    |
| Реал Овьедо       | Итого            | Итого            | 0    | -0   | 2            | -4           | 0         | -0        | 0      | -0     | 2     | -4    |
| Всего за карьеру  | Всего за карьеру | Всего за карьеру | 74   | -?   | 0            | -0           | 0         | -0        | 1      | -3     | 75    | ?     |